# La Vie avant la mort
Albums de Rohff
Le Code de l'honneur
(1999) Le Son c'est la guerre
(2003)
Singles
1. R.O.H.F.F
Sortie : 17 juillet 2001
2. TDSI
Sortie : 20 novembre 2001
3. Qui est l'exemple ?
Sortie : 29 janvier 2002
4. 5.9.1
Sortie : 16 juillet 2002
5. Get down samedi soir
Sortie : 28 octobre 2002

La Vie avant la mort est le deuxième album studio du rappeur français Rohff, sorti le 24 septembre 2001 sur les labels Hostile Records et Delabel (EMI).

## Genèse
Après avoir sorti Le Code de l'honneur sous un label 100 % indépendant, Rohff réussit à signer un contrat sur le label Hostile Records (Groupe EMI), en grosse partie dû au grand succès d'estime qu'a reçu Le code de l'honneur dans le milieu rap underground.
Cet album, plus commercial que le précédent, permet à Rohff de se faire connaître d'un public plus large, passant notamment en radio sur NRJ et Skyrock par exemple, surtout avec le titre Qui est l'exemple ?, l'un des plus gros tubes de l'année 2002, vendu à 800 000 exemplaires. Cet album s'écoule à un peu plus de 300 000 exemplaires (disque de platine), la consécration pour le rappeur, membre à l'époque de la Mafia K'1 Fry, un collectif de rappeurs du Val-de-Marne. Avec cet album, Rohff fait également réaliser ses premiers clips, notamment avec le titre TDSI, ou encore Miroir, Miroir, 5, 9, 1, et bien sûr Qui est l'exemple ?
Il y a également des morceaux qui sont aujourd'hui considérés comme des classiques du rap français : des titres poignants comme Sensation brave ou Jeu de la mort, des morceaux de constat tristement réalistes sur la société et la vie en banlieue comme Creuset 2 voyous ou Le même quartier. Le puissant R.O.H.F.F s'inscrit dans les plus récurrents titres hardcore/egotrip dont Rohff en a la plus grande maîtrise, des morceaux avec des textes traitant de la nature humaine comme SSEM ou Miroir, Miroir et des morceaux devenus des hymnes du ghetto comme Darwah, Le bitume chante avec la Mafia K'1 Fry ou le très virulent V qui est une réponse aux abus des forces de l'ordre.

## Autour de l'album
- Lors de l'enregistrement de l'album, Rohff sollicite les rappeurs Booba et Rim'K (du groupe 113) pour un featuring. Le morceau, appelé Cru, est enregistré mais ne paraîtra pas sur l'album (ni sur aucun autre projet) à cause d'un désaccord entre Hostile Records et 45 Scientific, labels sur lesquels sont alors signés respectivement Rohff et Booba.
- C'est sur cet album que fut révélée la chanteuse de R&B Kayliah, interprétant le refrain du tube national de 2002 Qui est l'exemple ? (non créditée sur la liste des titres, uniquement dans le livret CD). Avant ce morceau, Kayliah était inconnue du milieu Rap/R&B.
- La piste 10 de l'album a été sujette à un mystère. Lors de la sortie de l'album, en septembre 2001, la piste n°10 de l'album est le morceau V (un morceau où Rohff reproche aux forces de l'ordre ses abus de pouvoir et ses méthodes souvent musclées). En juin 2002, Rohff apparaît sur le morceau Get down samedi soir avec le chanteur disco-funk Oliver Cheatham sur la compilation A l'ancienne vol.II de DJ Abdel. En août 2002, après repressage et réapprovisionnement des rayons, le titre V disparaît pour laisser place à Get down samedi soir, remplacé sur la piste 10. Le changement de cette piste n'est pas dû à une réédition de l'album car rien n'a été officialisé. Ce changement est tout simplement de la censure du CSA. Aujourd'hui il est très rare de se procurer la première édition de La vie avant la mort sur laquelle apparaît le morceau V.
- Le nom de l'album est inspiré de celui de The Notorious B.I.G., intitulé Life after death, (littéralement "la vie après la mort").

## Clips vidéos
- 2001 : T.D.S.I [Clip Officiel]
- 2002 : Miroir, Miroir [Clip Officiel]
- 2002 : Qui est l'exemple ? (feat. Kayliah) [Clip Officiel]
- 2002 : 5.9.1 (feat. Assia) [Clip Officiel]
- 2002 : Get down samedi soir (feat. Oliver Cheatham) [Clip Officiel]

## Liste des pistes
| 1.    | L'introhff                                      | Maleko                | 01:18       |
| 2.    | R.O.H.F.F                                       | Sulee B Wax           | 04:07       |
| 3.    | T.D.S.I                                         | Kore et Skalp         | 03:46       |
| 4.    | Sensation brave                                 | Masta et Tefa         | 04:07       |
| 5.    | Miroir, Miroir                                  | Yvan                  | 04:33       |
| 6.    | Rap info                                        | Doltz, Reego          | 04:55       |
| 7.    | Qui est l'exemple ? (feat. Kayliah)             | Doltz, Reego          | 04:04       |
| 8.    | Creuset 2 voyous                                | Maleko                | 05:27       |
| 9.    | Parfois… des fois… (feat. J-Mi Sissoko)         | Doltz, Reego          | 04:38       |
| 10.   | V Get down samedi soir (feat. Oliver Cheatham)  | Doltz, Reego DJ Abdel | 05:00 03:42 |
| 11.   | Le même quartier                                | Djimi Finger          | 05:32       |
| 12.   | 5.9.1 (feat. Assia)                             | Kore et Skalp         | 04:20       |
| 13.   | SSEM (feat. Dry)                                | DJ Mehdi              | 04:21       |
| 14.   | Jeu 2 la mort                                   | DJ Mehdi              | 04:40       |
| 15.   | Le bitume chante (feat. Mafia K'1 Fry & Tiwony) | Masta et Tefa         | 06:29       |
| 16.   | Darwah                                          | Pone                  | 06:14       |
| 17.   | Interlude chinoise                              | —                     | 02:19       |
| 76:14 |                                                 |                       |             |

## Réception

### Classements
| Classement (2001)            | Meilleure position |
| ---------------------------- | ------------------ |
| France (SNEP)                | 5                  |
| Belgique (Wallonie Ultratop) | 26                 |
| Suisse (Schweizer Hitparade) | 89                 |

### Certifications
| Région        | Certification | Ventes/Streams |
| ------------- | ------------- | -------------- |
| France (SNEP) | 2 × Or        | 300 000        |